# Raïon de Kirovske
Le raïon de Kirovske (en russe : Кировский район, en ukrainien : Кіровський район, tatar de Crimée : İslâm Terek rayonı) est une subdivision administrative de la république autonome de Crimée. Son centre administratif est la ville de Kirovske.

## Particularités culturelles
La mosquée Ozbek Han de Staryï Krym

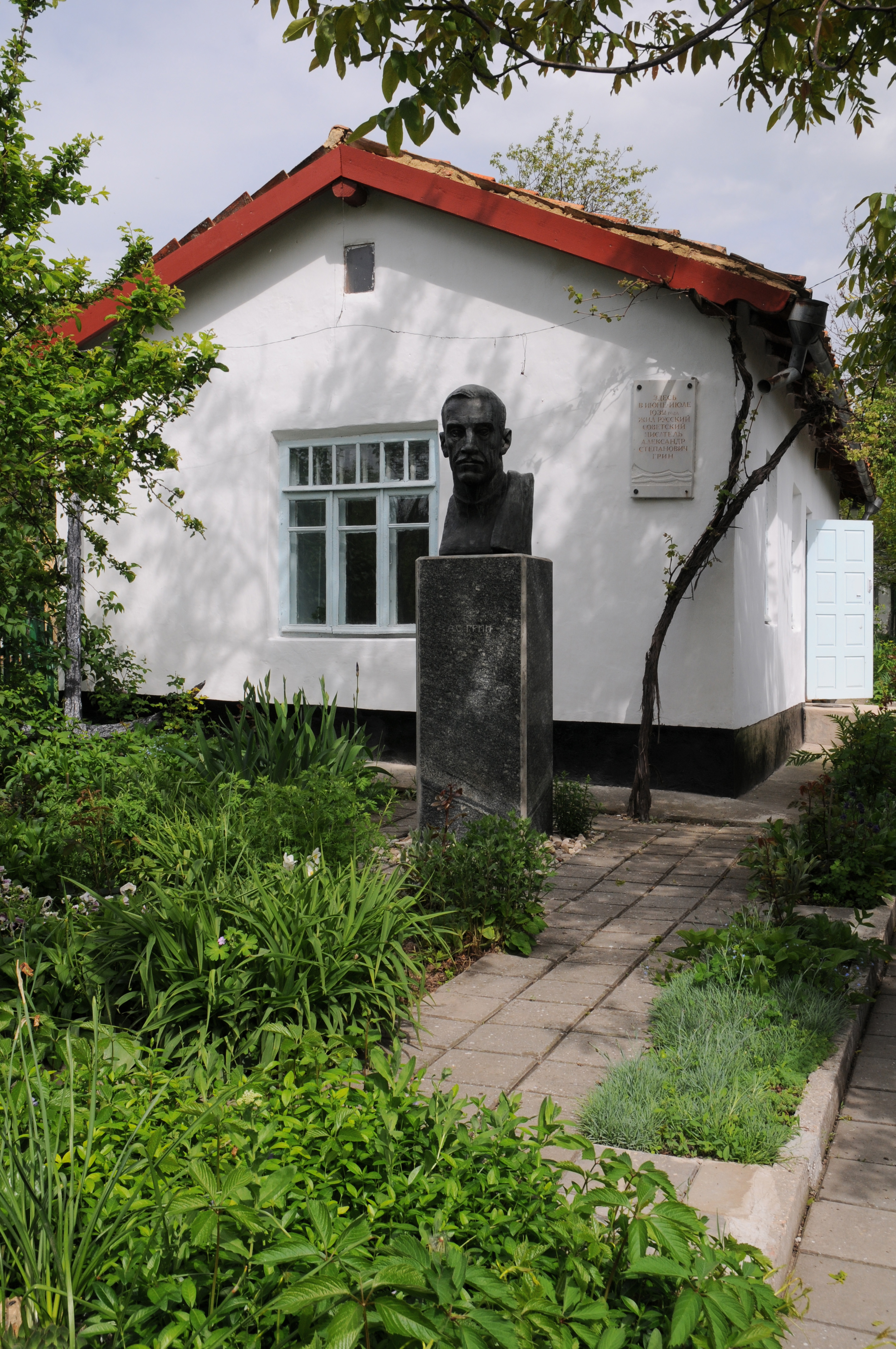
Le musée Alexandre Grine.
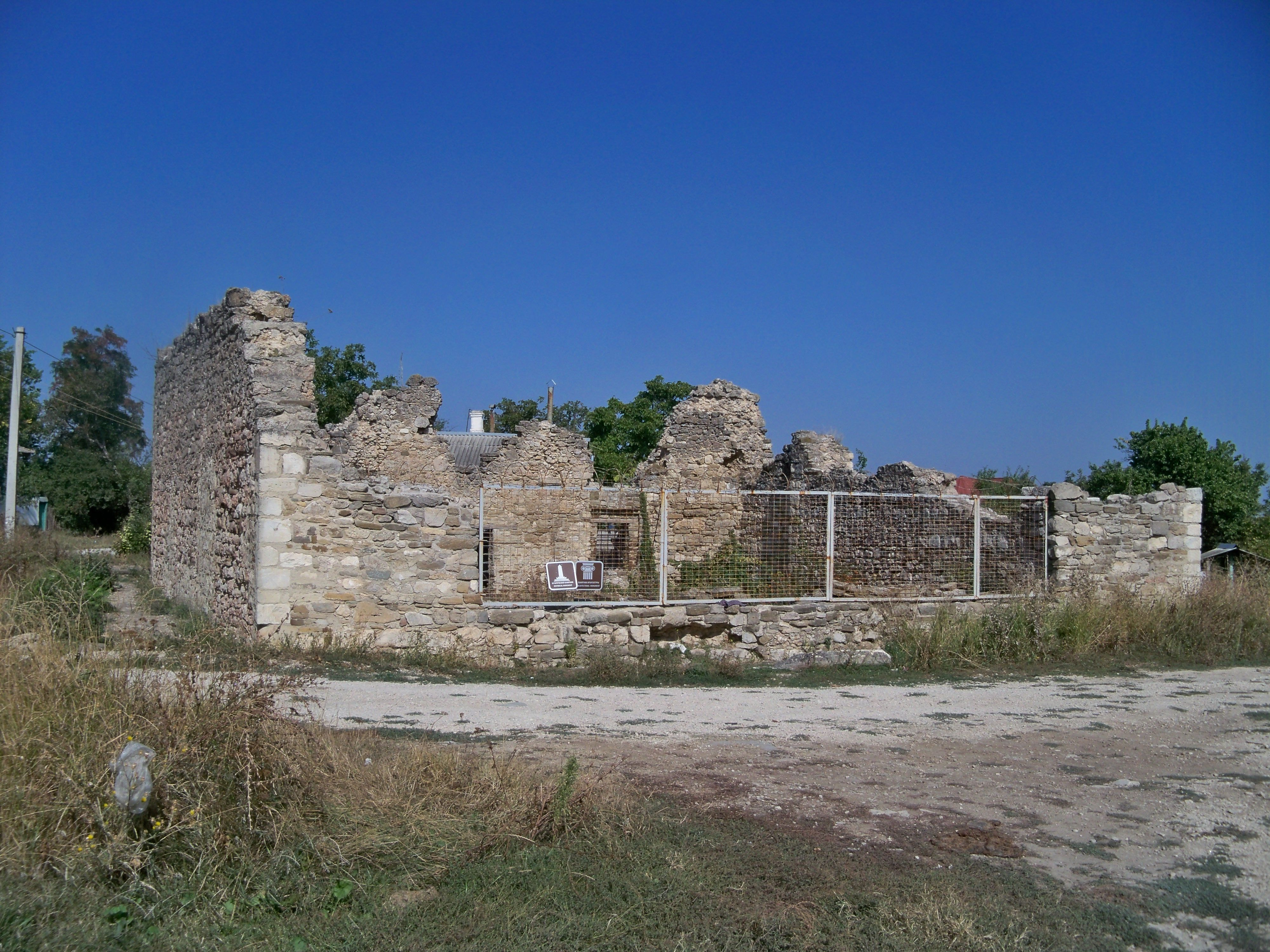
La mosquée Baybars.
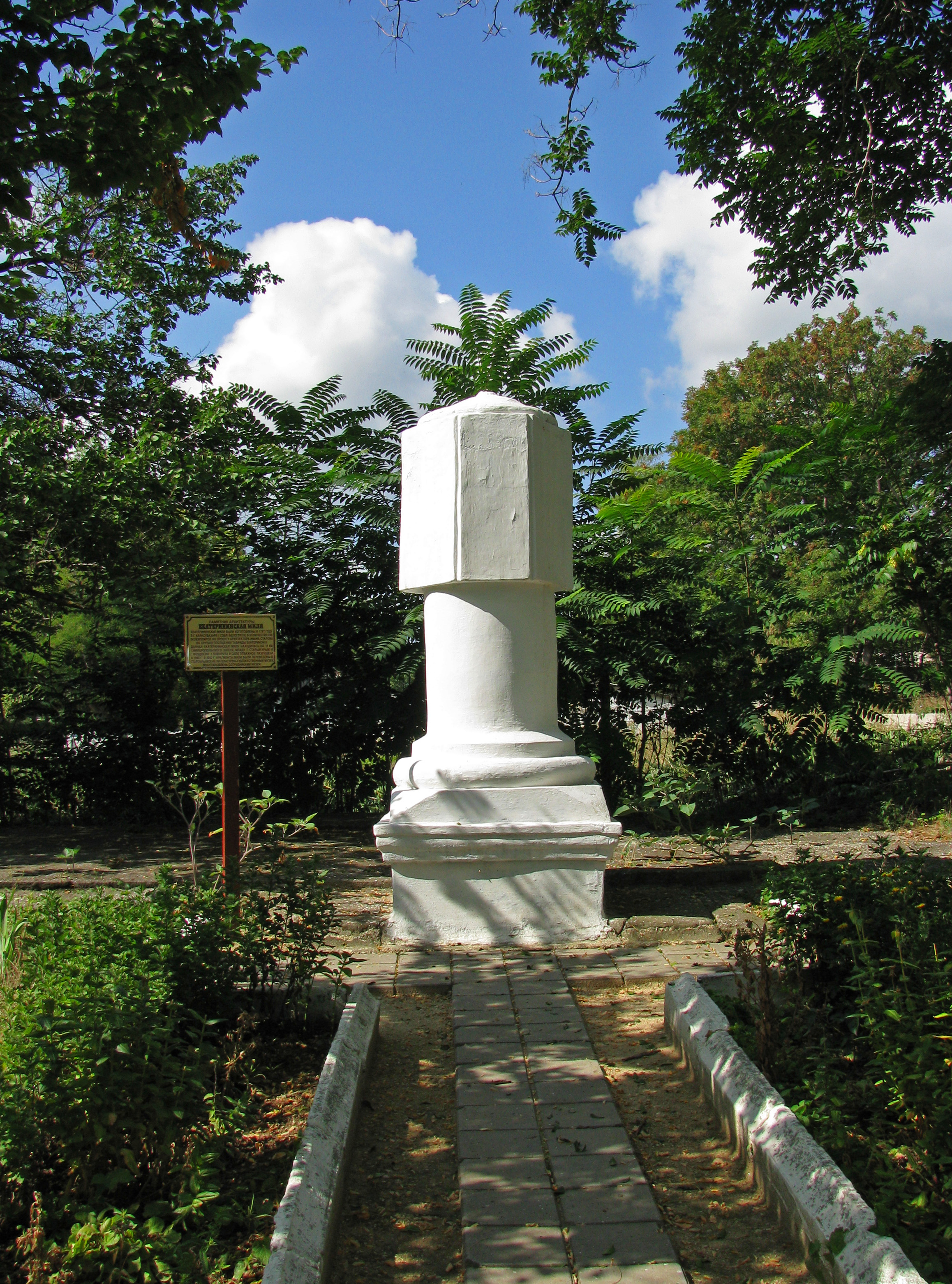
La borne de Catherine II.
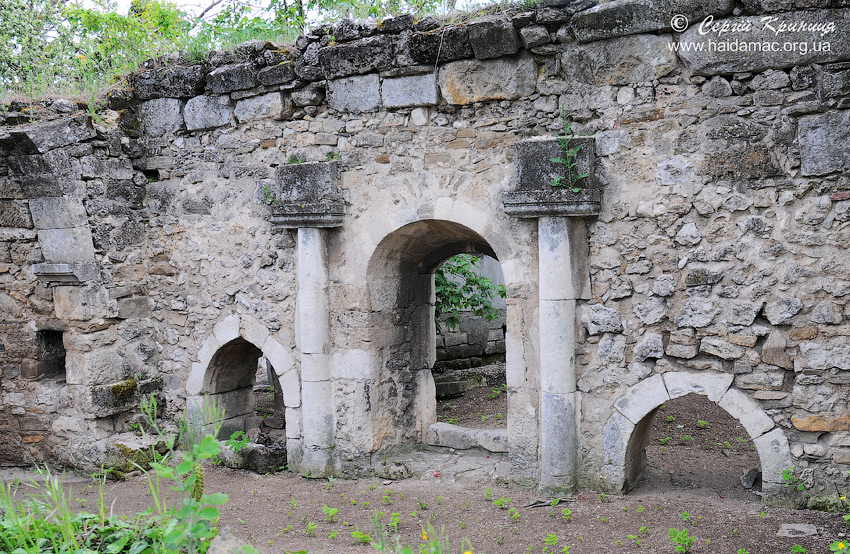
L'église Saint-Jean-Baptiste.
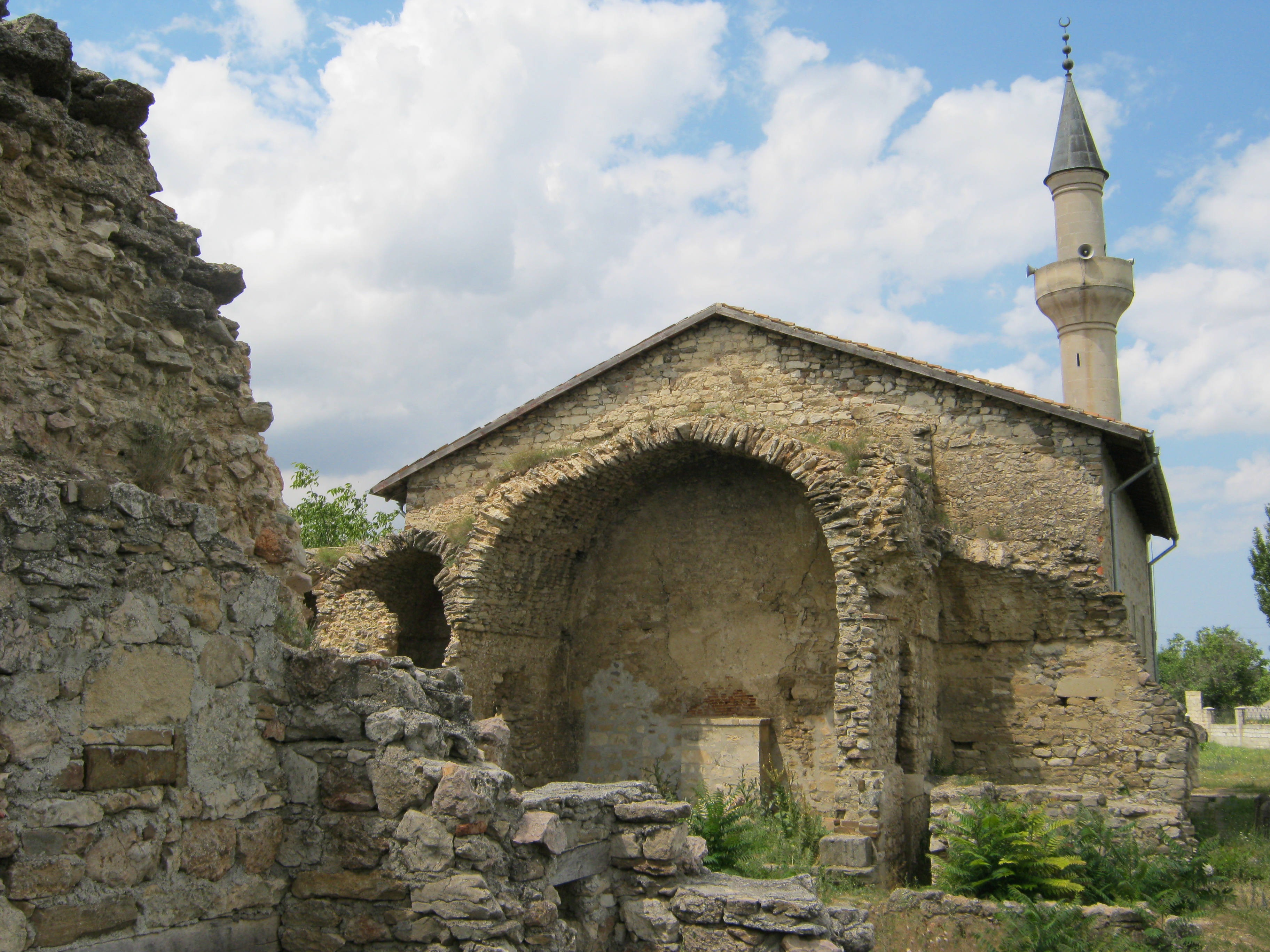
La medersa de Staryï Krym.
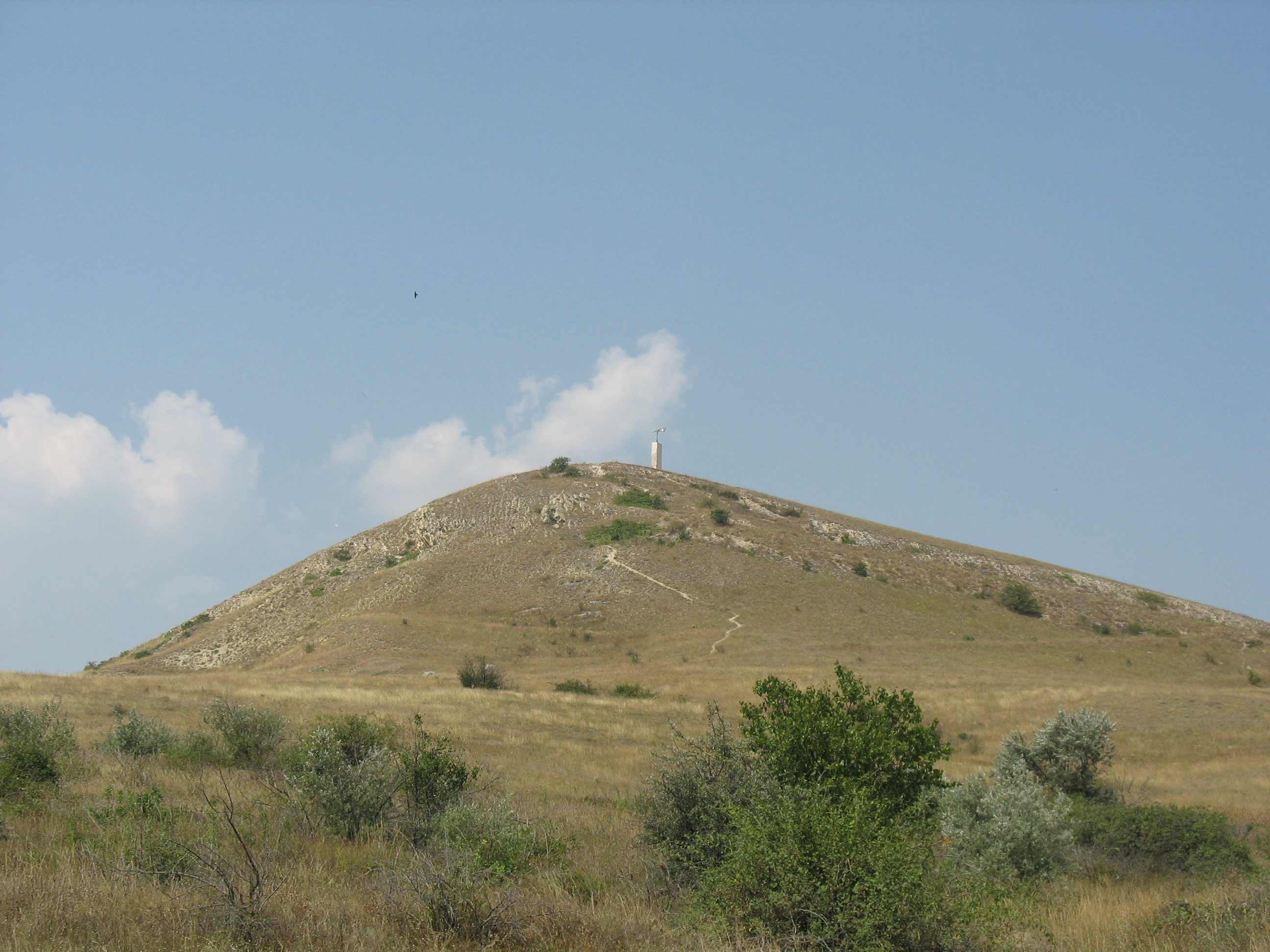
Le mont Klimentiev, mont Ouzoun.